# 磷酸铝
磷酸铝（化学式：AlPO4）是一种無機化合物，用途包括在玻璃生產過程中充當助熔剂，作陶瓷或牙齒的黏合劑，以及作為添加劑加入於潤膚劑、防火塗料、導電水泥等物料之中。

## 制备
磷酸铝可以通过复分解反应制备：
{\displaystyle \mathrm {Al_{2}(SO_{4})_{3}+2\,Na_{3}PO_{4}\longrightarrow 2\,AlPO_{4}+3\,Na_{2}SO_{4}} }